# Un heureux mortel
Un heureux mortel est une nouvelle d’Anton Tchekhov, parue en 1886.

## Historique
Un heureux mortel est initialement publiée dans la revue russe Le Journal de Pétersbourg. Le texte est signé Antocha Tchékhonté.

## Résumé
Sur la ligne Moscou–Saint-Pétersbourg, à la gare de Bologoïe, le train redémarre. Un jeune homme rentre dans un compartiment. Il y a là cinq hommes : « Ivan Alexéïevitch ! » crie l’un des hommes, « Est-ce bien vous ? » « Oui ». Et Ivan d'expliquer qu'il était descendu du train pour boire un cognac pendant l’arrêt. Il en avait bu un deuxième et, entendant le troisième coup de la cloche, était remonté dans le premier wagon devant lui.
Ivan explique qu’il est en voyage de noces et qu’il doit regagner au plus vite son compartiment où sa délicieuse épouse l’attend avec impatience. La joie qu’il exprime lui gagne la sympathie de tout le compartiment. Pourtant, quand on lui annonce que le train se dirige vers Saint-Pétersbourg, notre homme se prend la tête : il s’est trompé de train en remontant, et sa femme est dans le train qui descend vers Moscou.
Les passagers se cotisent pour lui payer un billet de train pour Moscou.

## Édition française
- Un heureux mortel, traduit par Madeleine Durand et Édouard Parayre, révision de Lily Dennis, éditions Gallimard, Bibliothèque de la Pléiade, 1967  (ISBN 978 2 07 0105 49 6).